# Fuilla
Fuilla  (en catalan Fullà) est une commune française située dans le centre du département des Pyrénées-Orientales, en région Occitanie. Sur le plan historique et culturel, la commune est dans le pays de Conflent, correspondant à l'ensemble des vallées pyrénéennes qui « confluent » avec le lit creusé par la Têt entre Mont-Louis et Rodès.
Exposée à un climat océanique altéré, elle est drainée par la Têt, la rivière de Rotja. Incluse dans le parc naturel régional des Pyrénées catalanes, la commune possède un patrimoine naturel remarquable : quatre sites Natura 2000 (le « massif du Madres-Coronat », le « massif de Madres-Coronat », les « sites à chiroptères des Pyrénées-Orientales » et le « pins de Salzmann du Conflent ») et cinq zones naturelles d'intérêt écologique, faunistique et floristique.
Fuilla est une commune rurale qui compte 435 habitants en 2022, après avoir connu une forte hausse de la population depuis 1975. Elle fait partie de l'aire d'attraction de Prades. Ses habitants sont appelés les Fuillanencs ou  Fuillanencques.

## Géographie

### Localisation
La commune de Fuilla se trouve dans le département des Pyrénées-Orientales, en région Occitanie.
Elle se situe à 46 km à vol d'oiseau de Perpignan, préfecture du département, à 8 km de Prades, sous-préfecture, et à 27 km d'Amélie-les-Bains-Palalda, bureau centralisateur du canton du Canigou dont dépend la commune depuis 2015 pour les élections départementales.
La commune fait en outre partie du bassin de vie de Prades.
Les communes les plus proches sont : 
Corneilla-de-Conflent (1,5 km), Vernet-les-Bains (2,5 km), Villefranche-de-Conflent (2,8 km), Sahorre (3,3 km), Serdinya (3,4 km), Fillols (3,8 km), Casteil (4,3 km), Escaro (4,7 km).
Sur le plan historique et culturel, Fuilla fait partie de la région de Conflent, héritière de l'ancien comté de Conflent et de la viguerie de Conflent. Ce pays correspond à l'ensemble des vallées pyrénéennes qui « confluent » avec le lit creusé par la Têt entre Mont-Louis, porte de la Cerdagne, et Rodès, aux abords de la plaine du Roussillon.

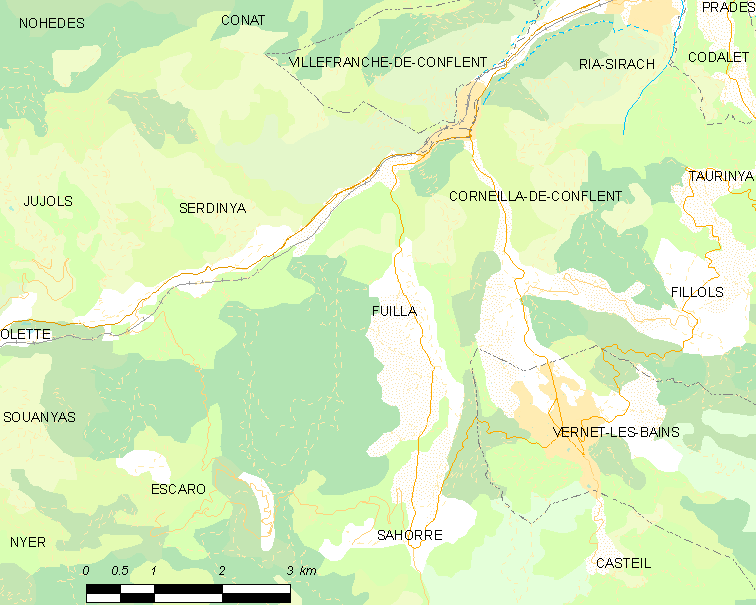
Situation de Fuilla.

|          | Villefranche-de-Conflent |                       |
| Serdinya | Fuilla                   | Corneilla-de-Conflent |
| Escaro   | Sahorre                  | Vernet-les-Bains      |

### Paysages et relief

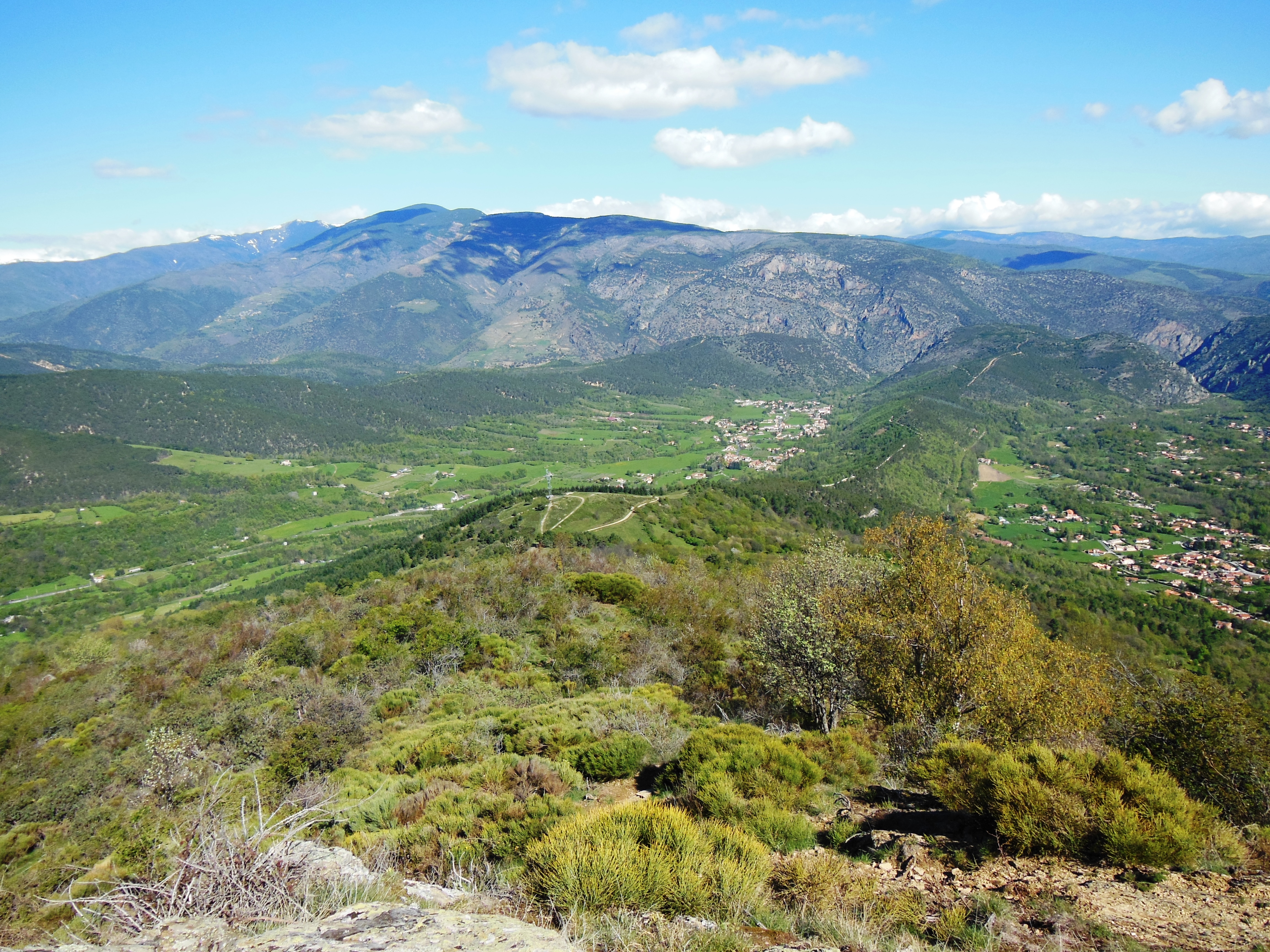
Vue en direction du nord sur la commune de Fuilla dans la vallée de la Rotja (à gauche). La vallée du Cady (Vernet-les-Bains et Corneilla-de-Conflent) est à droite. Le massif du Mont Coronat est en arrière-plan.

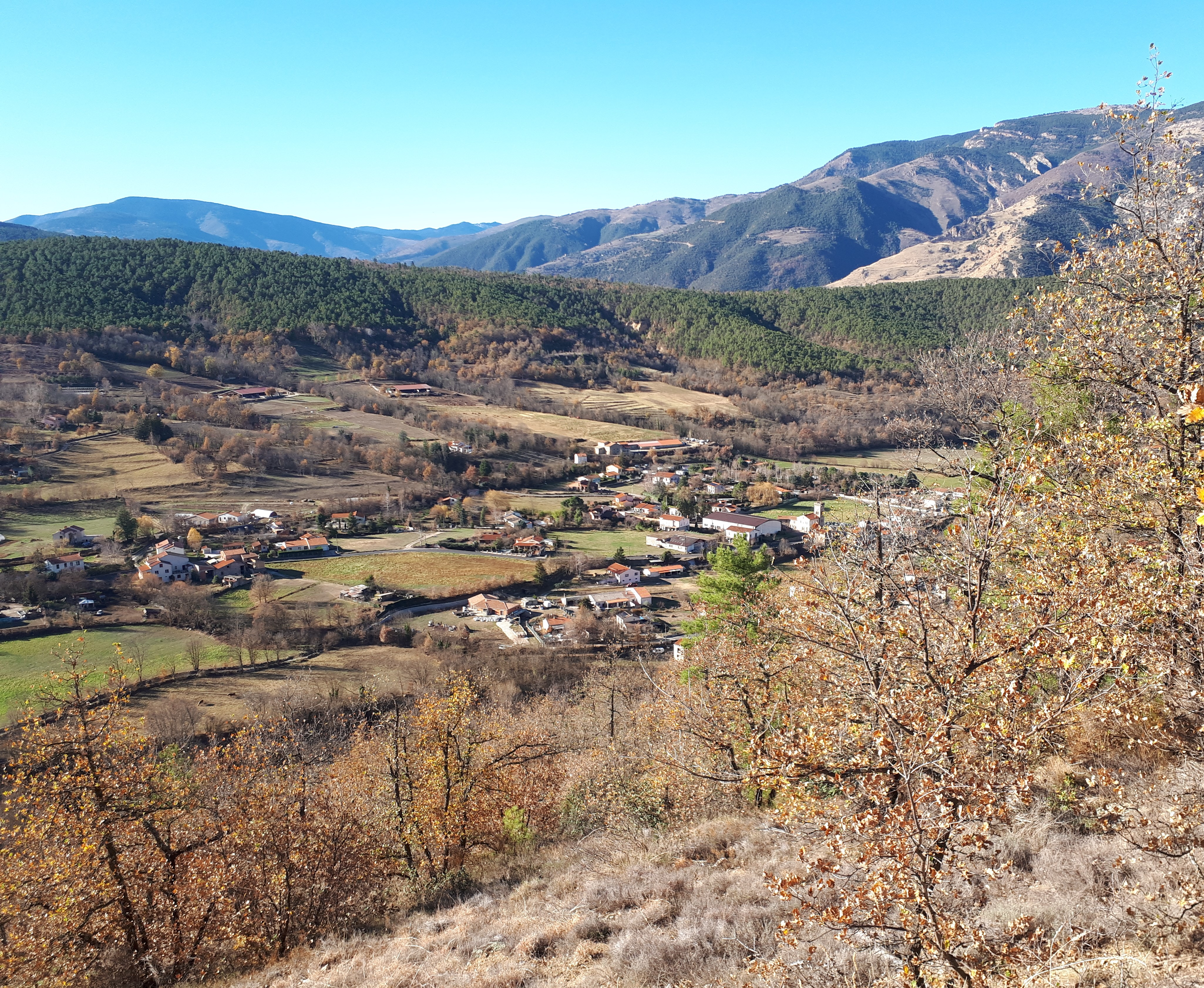
Vue vers Fulla (Fuilla) del Mig.

La superficie de la commune est de 969 hectares. L'altitude de Fuilla varie entre 430 mètres et 1 171 mètres.
La commune s'étend sur 4 niveaux de part et d'autre de la route départementale D 6 :
- Fuilla du bas (Fulla d'Avall ou de Baix) à environ 516 mètres d'altitude au panneau indicateur (secteur de l'église Sainte-Eulalie) ;
- Fuilla du milieu (Fulla del Mig) à 536 mètres (secteur de l'ancienne mairie) ;
- Fuilla du haut (Fulla d'Amunt) vers 571 mètres.
- Saint Eulalie quartier de la gare

La commune est classée en zone de sismicité 3, correspondant à une sismicité modérée.

### Hydrographie

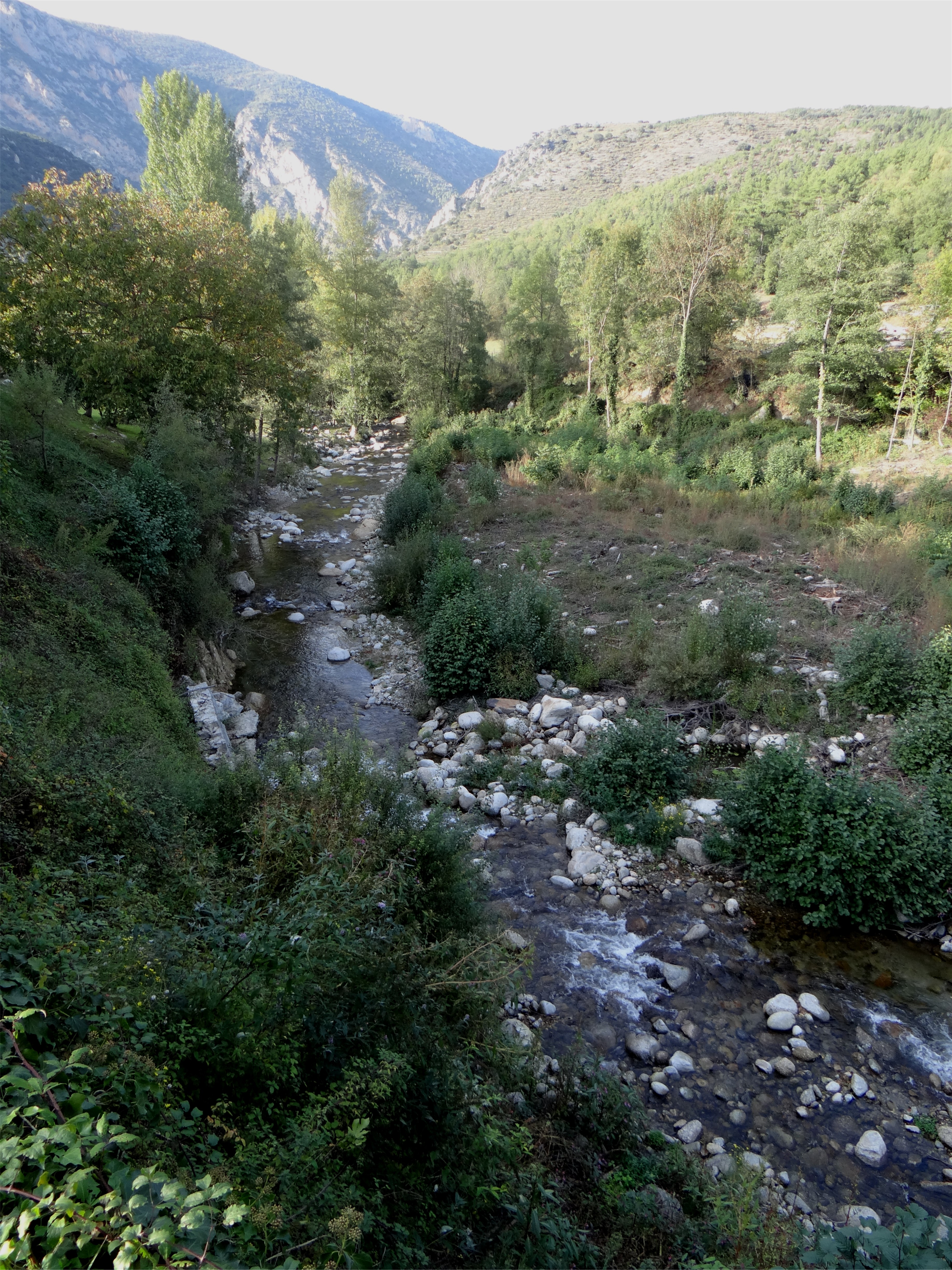
La rivière de Rotja à Fuilla.

- Le fleuve de la Têt qui traverse la commune au nord dans sa partie la plus étroite, d'ouest en est[9].
- La rivière de Rotja, affluent de la Têt, d'une longueur de 23,3 km, coule du sud au nord.

### Climat
Pour des articles plus généraux, voir Climat de l'Occitanie et Climat des Pyrénées-Orientales.
En 2010, le climat de la commune est de type climat du Bassin du Sud-Ouest, selon une étude du CNRS s'appuyant sur une série de données couvrant la période 1971-2000. En 2020, Météo-France publie une typologie des climats de la France métropolitaine dans laquelle la commune est exposée à un climat de montagne ou de marges de montagne et est dans la région climatique Pyrénées orientales, caractérisée par une faible pluviométrie, un très bon ensoleillement (2 600 h/an), un air sec, particulièrement en hiver et peu de brouillards.
Pour la période 1971-2000, la température annuelle moyenne est de 11,9 °C, avec une amplitude thermique annuelle de 14,6 °C. Le cumul annuel moyen de précipitations est de 834 mm, avec 5,9 jours de précipitations en janvier et 5,7 jours en juillet. Pour la période 1991-2020, la température moyenne annuelle observée sur la station météorologique la plus proche, située sur la commune d'Eus à 12 km à vol d'oiseau, est de 13,6 °C et le cumul annuel moyen de précipitations est de 539,8 mm,. Pour l'avenir, les paramètres climatiques de la commune estimés pour 2050 selon différents scénarios d’émission de gaz à effet de serre sont consultables sur un site dédié publié par Météo-France en novembre 2022.

### Milieux naturels et biodiversité

#### Espaces protégés
La protection réglementaire est le mode d’intervention le plus fort pour préserver des espaces naturels remarquables et leur biodiversité associée,.
Un  espace protégé est présent sur la commune : le parc naturel régional des Pyrénées catalanes, créé en 2004 et d'une superficie de 139 062 ha, qui s'étend sur 66 communes du département. Ce territoire s'étage des fonds maraîchers et fruitiers des vallées de basse altitude aux plus hauts sommets des Pyrénées-Orientales en passant par les grands massifs de garrigue et de forêt méditerranéenne,.

#### Réseau Natura 2000

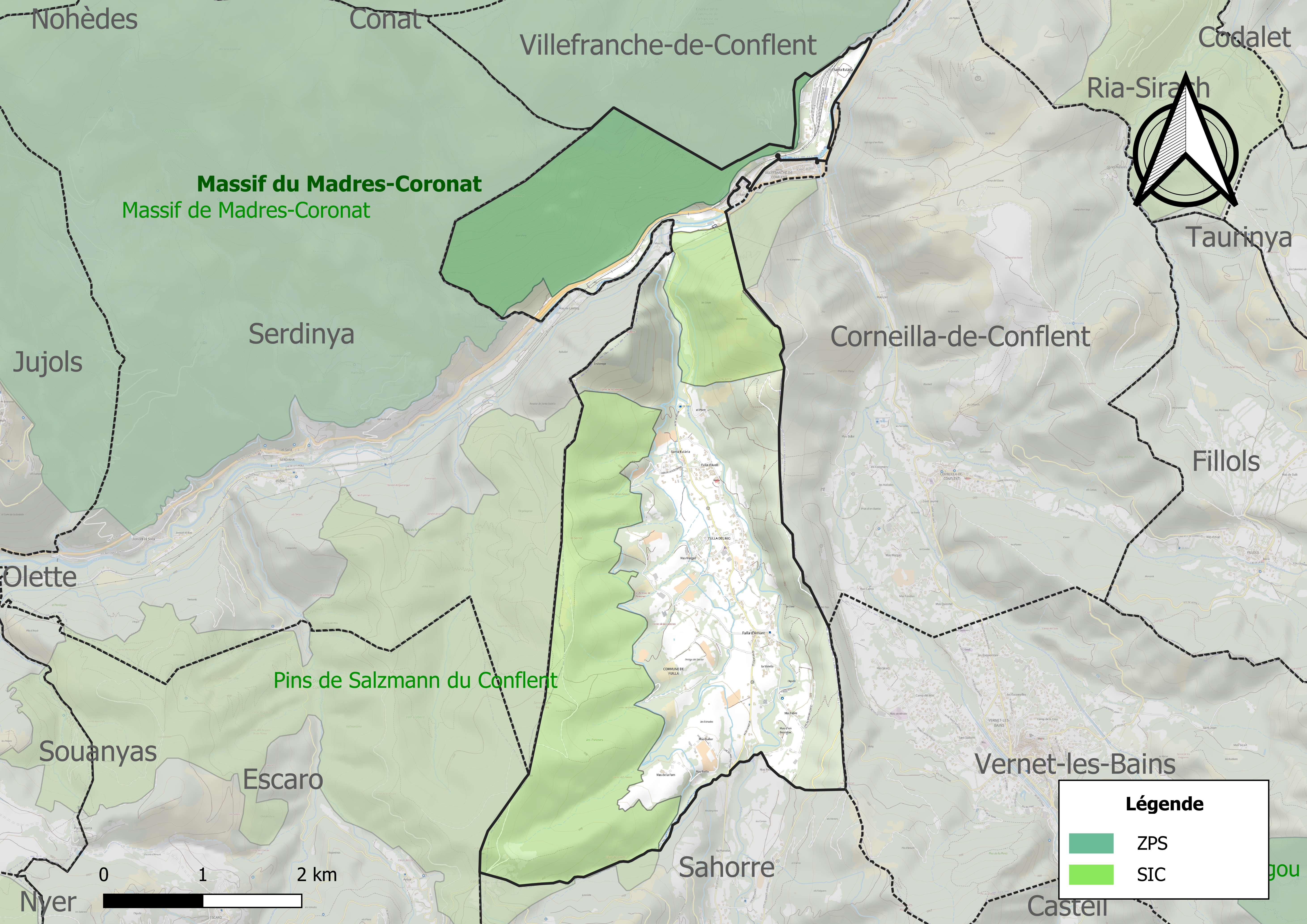
Sites Natura 2000 sur le territoire communal.

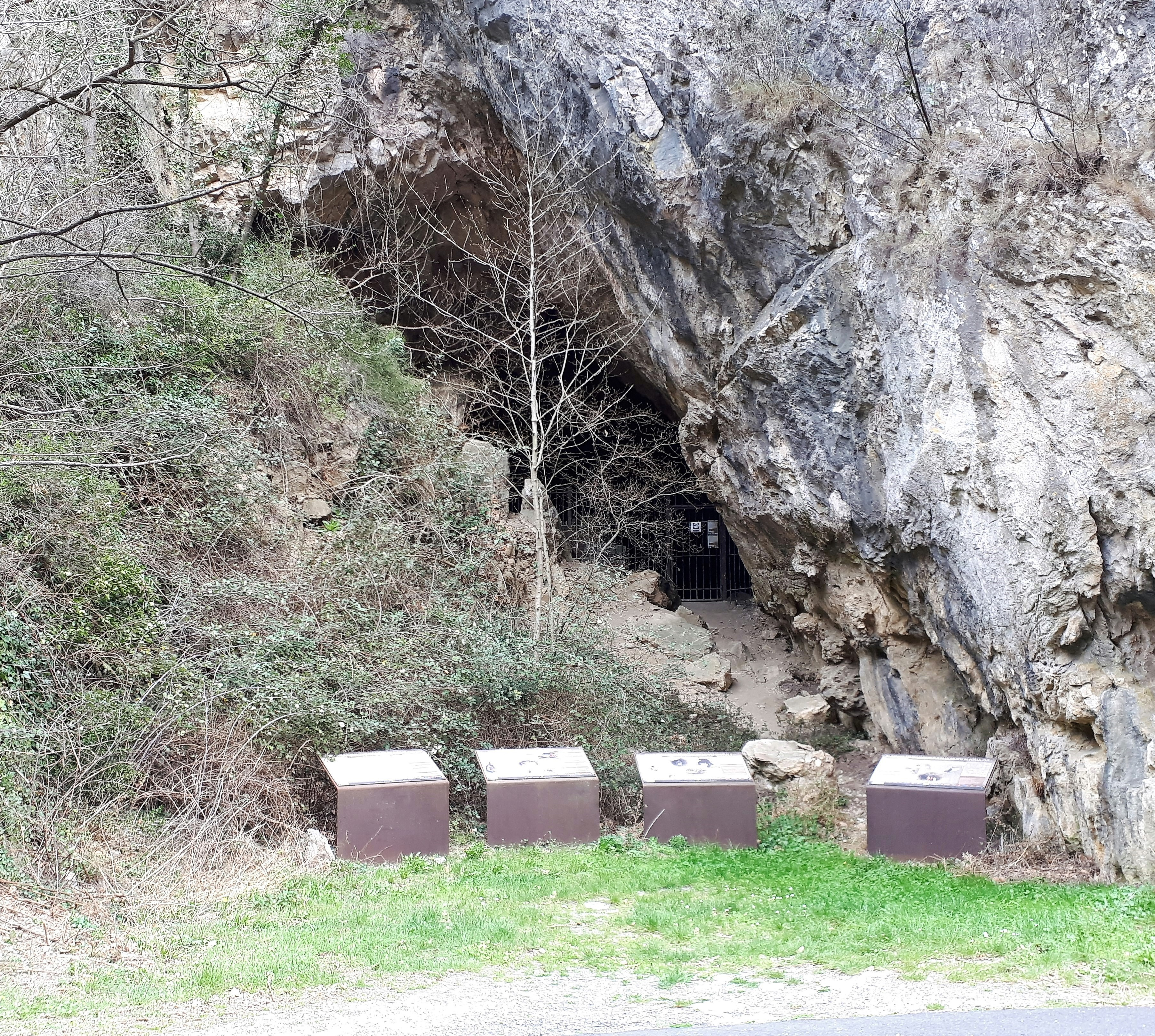
La grotte de Fuilla, en bordure de la D 6, entre Villefranche-de-Conflent et Fuilla - un site de choix pour les chauves-souris.

Le réseau Natura 2000 est un réseau écologique européen de sites naturels d'intérêt écologique élaboré à partir des directives habitats et oiseaux, constitué de zones spéciales de conservation (ZSC) et de zones de protection spéciale (ZPS).
Trois sites Natura 2000 ont été définis sur la commune au titre de la directive habitats : 
- le « massif de Madres-Coronat », d'une superficie de 21 363 ha, offre une multitude de faciès de végétation avec aussi bien des garrigues supra-méditerranéennes, des pinèdes à Pin sylvestre ou à Pin à crochet, que des hêtraies pures ou des hêtraies-sapinières, des landes à Genêt purgatif ou à Rhododendron, ou encore des pelouses alpines[23] ;
- les « sites à chiroptères des Pyrénées-Orientales », d'une superficie de 2 437 ha, abritent  d'importantes colonies d'espèces de chauves-souris d'intérêt communautaire[24] ;
- le « pins de Salzmann du Conflent », d'une superficie de 998 ha, abrite en effet le plus beau peuplement de Pin de Salzmann de tout le département des Pyrénées-Orientales et possède des arbres remarquables[25] et  au titre de la directive oiseaux[22]
- le « massif du Madres-Coronat », d'une superficie de 21 396 ha, présente un fort intérêt écologique pour 17 espèces inscrites à l'annexe I de la directive oiseaux, dont le Gypaète barbu[26].

#### Zones naturelles d'intérêt écologique, faunistique et floristique
L’inventaire des zones naturelles d'intérêt écologique, faunistique et floristique (ZNIEFF) a pour objectif de réaliser une couverture des zones les plus intéressantes sur le plan écologique, essentiellement dans la perspective d’améliorer la connaissance du patrimoine naturel national et de fournir aux différents décideurs un outil d’aide à la prise en compte de l’environnement dans l’aménagement du territoire.
Trois ZNIEFF de type 1 sont recensées sur la commune :
- la « forêt de Pin de Salzmann du Conflent » (1 232 ha), couvrant 4 communes du département[28] ;
- les « grottes des Canalette » (173 ha), couvrant 2 communes du département[29],
- les « Roc Campagna et Fort Libéria » (414 ha), couvrant 3 communes du département[30] ;

et deux ZNIEFF de type 2, : 
- la « vallée du Conflent » (5 742 ha), couvrant 12 communes du département[31] ;
- le « versant sud du massif du Madres » (27 267 ha), couvrant 27 communes du département[32].

Carte des ZNIEFF de type 1 et 2 à Fuilla.
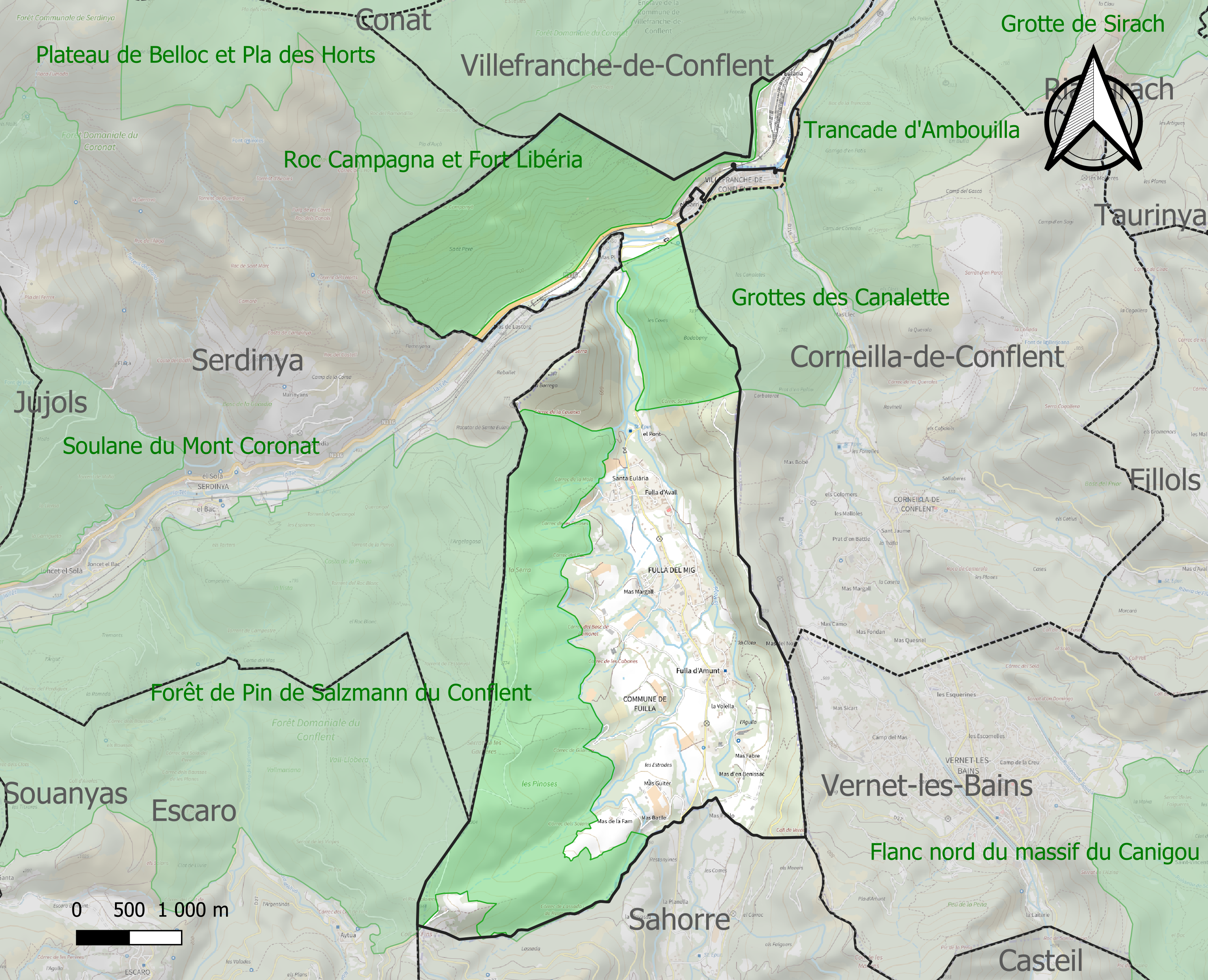
Carte des ZNIEFF de type 1 sur la commune.
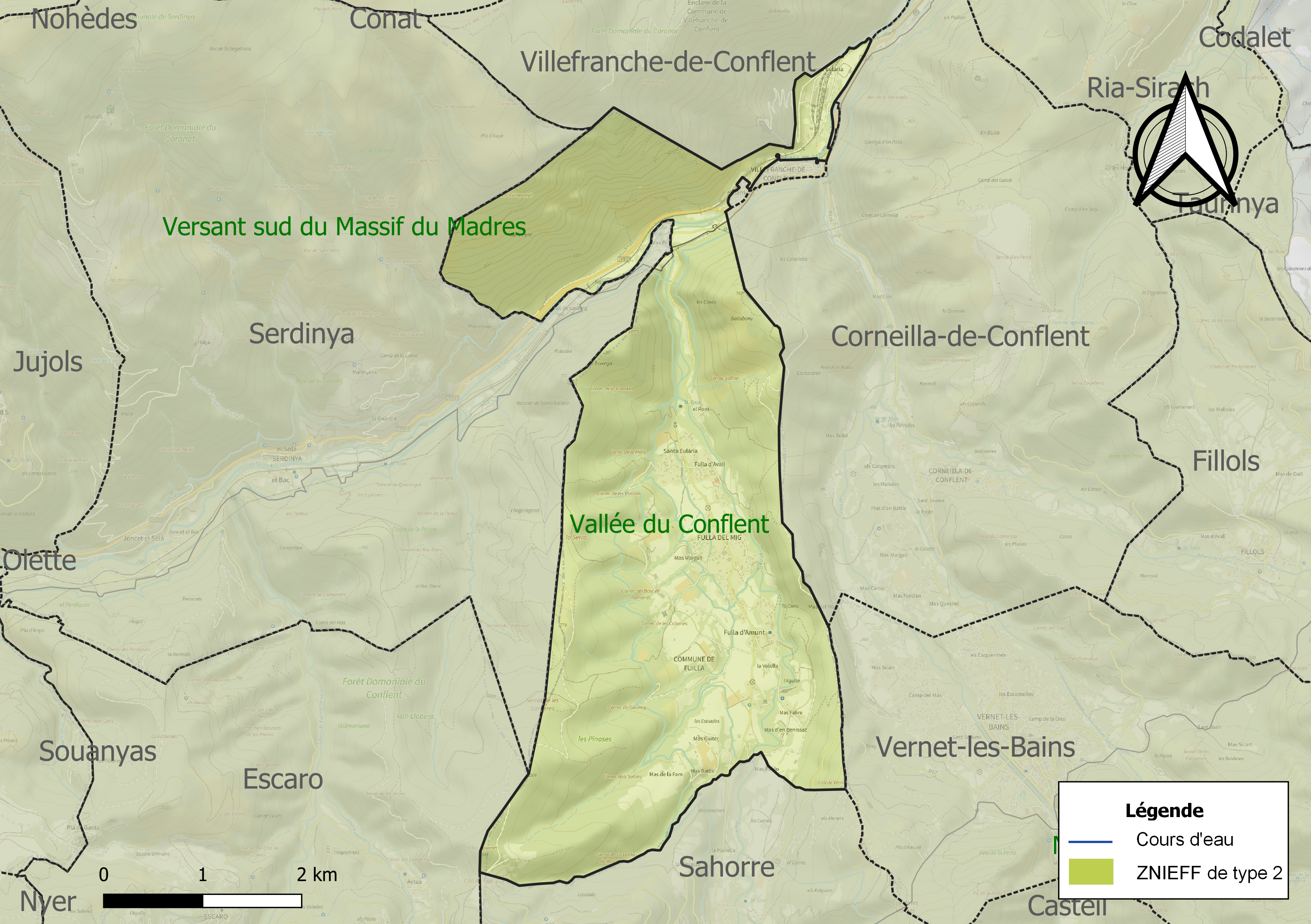
Carte des ZNIEFF de type 2 sur la commune.

## Urbanisme

### Typologie
Au 1er janvier 2024, Fuilla est catégorisée commune rurale à habitat dispersé, selon la nouvelle grille communale de densité à sept niveaux définie par l'Insee en 2022.
Elle est située hors unité urbaine. Par ailleurs la commune fait partie de l'aire d'attraction de Prades, dont elle est une commune de la couronne,. Cette aire, qui regroupe 26 communes, est catégorisée dans les aires de moins de 50 000 habitants,.

### Occupation des sols
L'occupation des sols de la commune, telle qu'elle ressort de la base de données européenne d’occupation biophysique des sols Corine Land Cover (CLC), est marquée par l'importance des forêts et milieux semi-naturels (68,7 % en 2018), une proportion identique à celle de 1990 (68,7 %). La répartition détaillée en 2018 est la suivante : 
forêts (41,5 %), milieux à végétation arbustive et/ou herbacée (27,2 %), zones agricoles hétérogènes (23,1 %), zones urbanisées (8,2 %). L'évolution de l’occupation des sols de la commune et de ses infrastructures peut être observée sur les différentes représentations cartographiques du territoire : la carte de Cassini (XVIIIe siècle), la carte d'état-major (1820-1866) et les cartes ou photos aériennes de l'IGN pour la période actuelle (1950 à aujourd'hui).

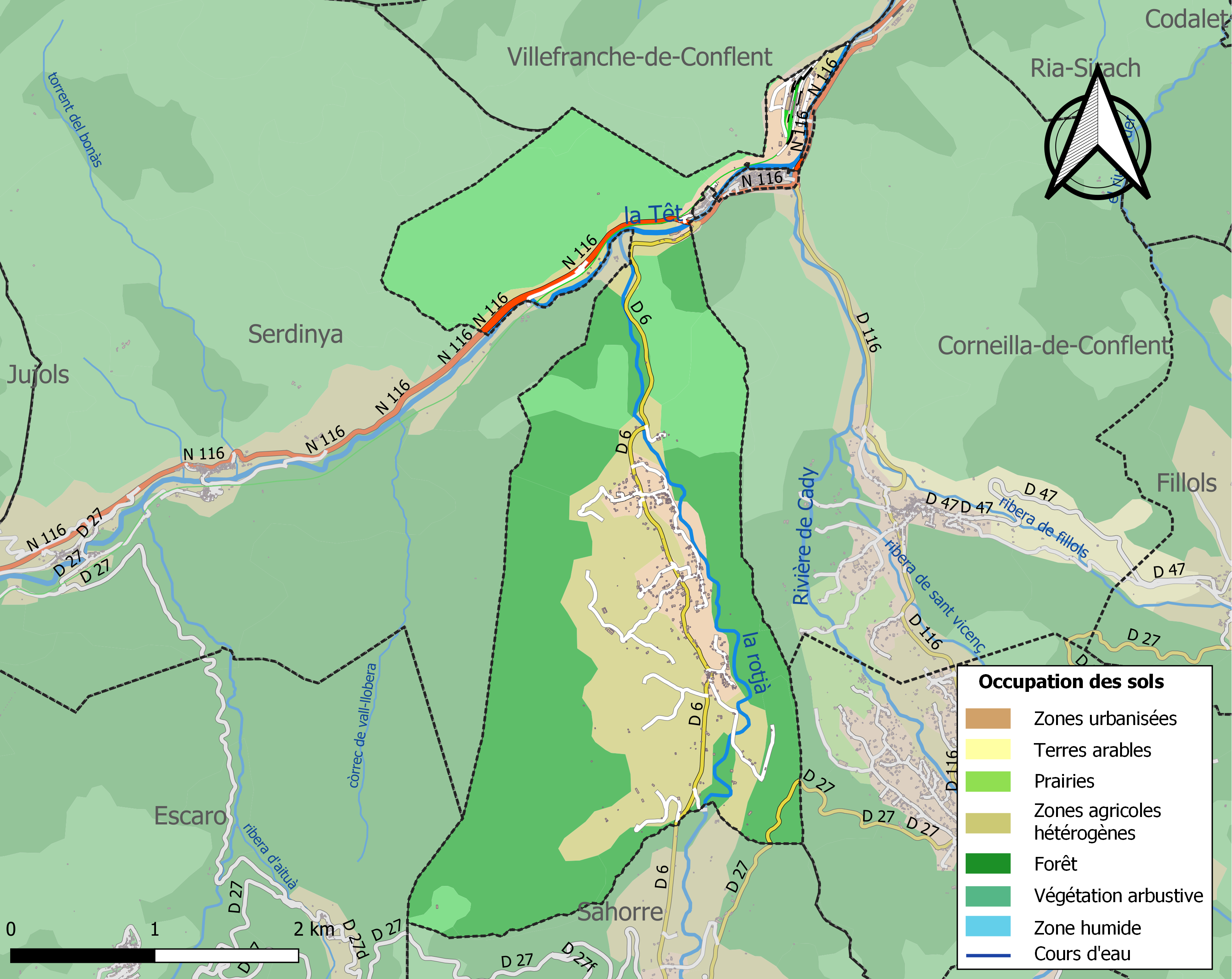
Carte des infrastructures et de l'occupation des sols de la commune en 2018 (CLC).

### Logement
En 2013, le nombre total de logements dans la commune était de 295.
Parmi ces logements, 64,7 % étaient des résidences principales, 25,4 % des résidences secondaires et 9,8 % des logements vacants.
La part des ménages propriétaires de leur résidence principale s’élevait à 74,9 %.

### Voies de communication et transports
La ligne 525 du réseau liO relie la commune à Prades depuis Py.

### Risques majeurs
Le territoire de la commune de Fuilla est vulnérable à différents aléas naturels : inondations, climatiques (grand froid ou canicule), feux de forêts, mouvements de terrains et séisme (sismicité modérée). Il est également exposé à deux risques technologiques, le transport de matières dangereuses et la rupture d'un barrage, et à un risque particulier, le risque radon,.

#### Risques naturels

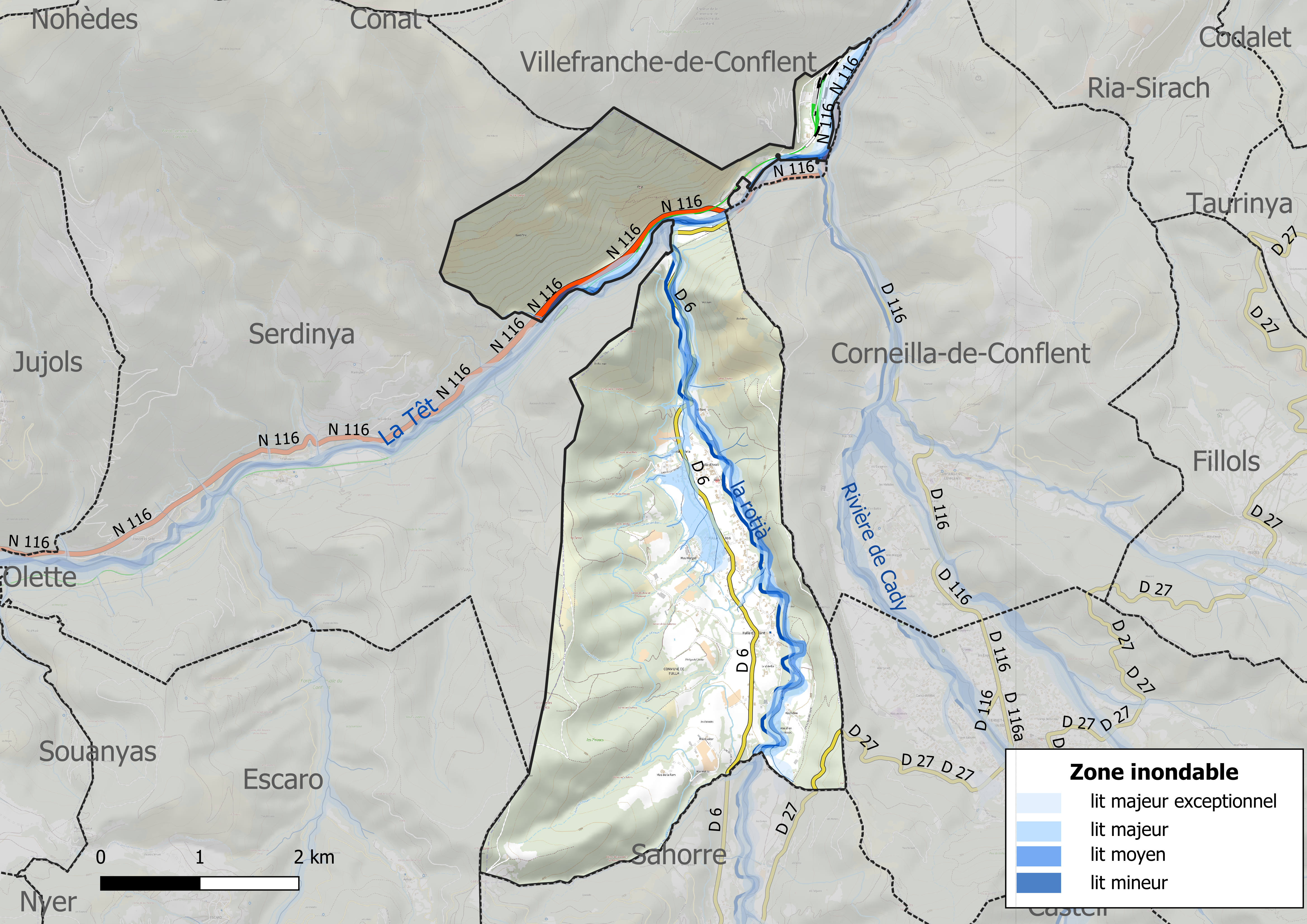
Zones inondables de la commune de Fuilla.

Certaines parties du territoire communal sont susceptibles d’être affectées par le risque d’inondation par crue torrentielle de cours d'eau du bassin de la Têt.
Les mouvements de terrains susceptibles de se produire sur la commune sont soit des glissements de terrains, soit des chutes de blocs, soit des effondrements liés à des cavités souterraines.. L'inventaire national des cavités souterraines permet par ailleurs de localiser celles situées sur la commune

#### Risques technologiques
Le risque de transport de matières dangereuses sur la commune est lié à sa traversée par une route à fort trafic. Un accident se produisant sur une telle infrastructure est en effet susceptible d’avoir des effets graves au bâti ou aux personnes jusqu’à 350 m, selon la nature du matériau transporté. Des dispositions d’urbanisme peuvent être préconisées en conséquence.
Dans le département des Pyrénées-Orientales, on dénombre sept grands barrages susceptibles d’occasionner des dégâts en cas de rupture. La commune fait partie des 66 communes susceptibles d’être touchées par l’onde de submersion consécutive à la rupture d’un de ces barrages, le barrage des Bouillouses sur la Têt, un ouvrage de 17,5 m de hauteur construit en 1910.

#### Risque particulier
Dans plusieurs parties du territoire national, le radon, accumulé dans certains logements ou autres locaux, peut constituer une source significative d’exposition de la population aux rayonnements ionisants. Toutes les communes du département sont concernées par le risque radon à un niveau plus ou moins élevé. Selon la classification de 2018, la commune de Fuilla est classée en zone 2, à savoir zone à potentiel radon faible mais sur lesquelles des facteurs géologiques particuliers peuvent faciliter le transfert du radon vers les bâtiments.

## Toponymie
En catalan, le nom de la commune est Fullà.

## Histoire

### Préhistoire
L'activité préhistorique à Fuilla en plein magdalénien, soit vers −12 000 ans, est attestée.
Par la suite à l'époque mégalithique (de −2 500 ans à −2 200 ans) nos ancêtres édifièrent plusieurs dolmens sur les collines de Fuilla.

### Du Moyen Âge à la Révolution
C’est entre 476 et l’an 1 000, période du haut Moyen Âge, que Fuilla apparaît en tant que possession de l'abbaye d'Exalada.
Récupérée par le comte Miron, la seigneurie est cédée à  St Jean des Abadesses vers 870. En l’an 906, le concile de Narbonne confirme cette donation, et notamment de l'église Ste Eulalie, à Hemma, abbesse du monastère.
Un autre alleu est donné en 966 à ce même monastère par le comte Seniofred.
Fin 878, le monastère Saint-André d'Eixalada est détruit par une inondation et les moines survivants décident de fonder un nouvel édifice en aval du Têt, à Cuxa. En 941, l’abbaye reçoit des enfants de Miron un alleu qu'ils possédaient à Fuilla, puis en 975 et 984, deux autres domaines.
Pour son canal d'alimentation en eau creusé vers 957, Fuilla est à nouveau cité dans les documents de la commune.
La consécration de l'église St Eulalie a lieu en 1 031.

### Époque contemporaine
En 1 790, année de la création des Pyrénées-Orientales, les ecclésiastiques doivent prêter serment à la Constitution civile du clergé.
Par suite d’imbroglios administratifs, voire de trucages délibérés, des prêtres sont classés à tort assermentés. Pour le seul canton de Prades, c'est le cas à Vinça, Marquixanes, Conat, Codalet et Fuilla.
Dans la seconde moitié du XIXe siècle, la commune connaît une activité industrielle liée à l'exploitation du minerai de fer dans le massif du Canigou et à sa situation géographique favorable dans le bassin de la Têt. Le 29 juin 1860, un décret impérial autorise ainsi Auguste Lazerme, maire de Vinça et conseiller général des Pyrénées-Orientales et James Jaume, négociant, à établir une "usine à fer" à Fuilla. Située sur une dérivation de la rive droite de la Têt et en activité dès 1859, celle-ci se compose principalement de deux hauts fourneaux au bois sur les trois autorisés, de fours à griller le minerai, de charbonnières et d'une roue hydraulique. L'ensemble appartient ensuite à la société Frèrejean, Roux et Cie, maîtres de forges à Annecy, puis à la SA des Forges et fonderies de Crans.

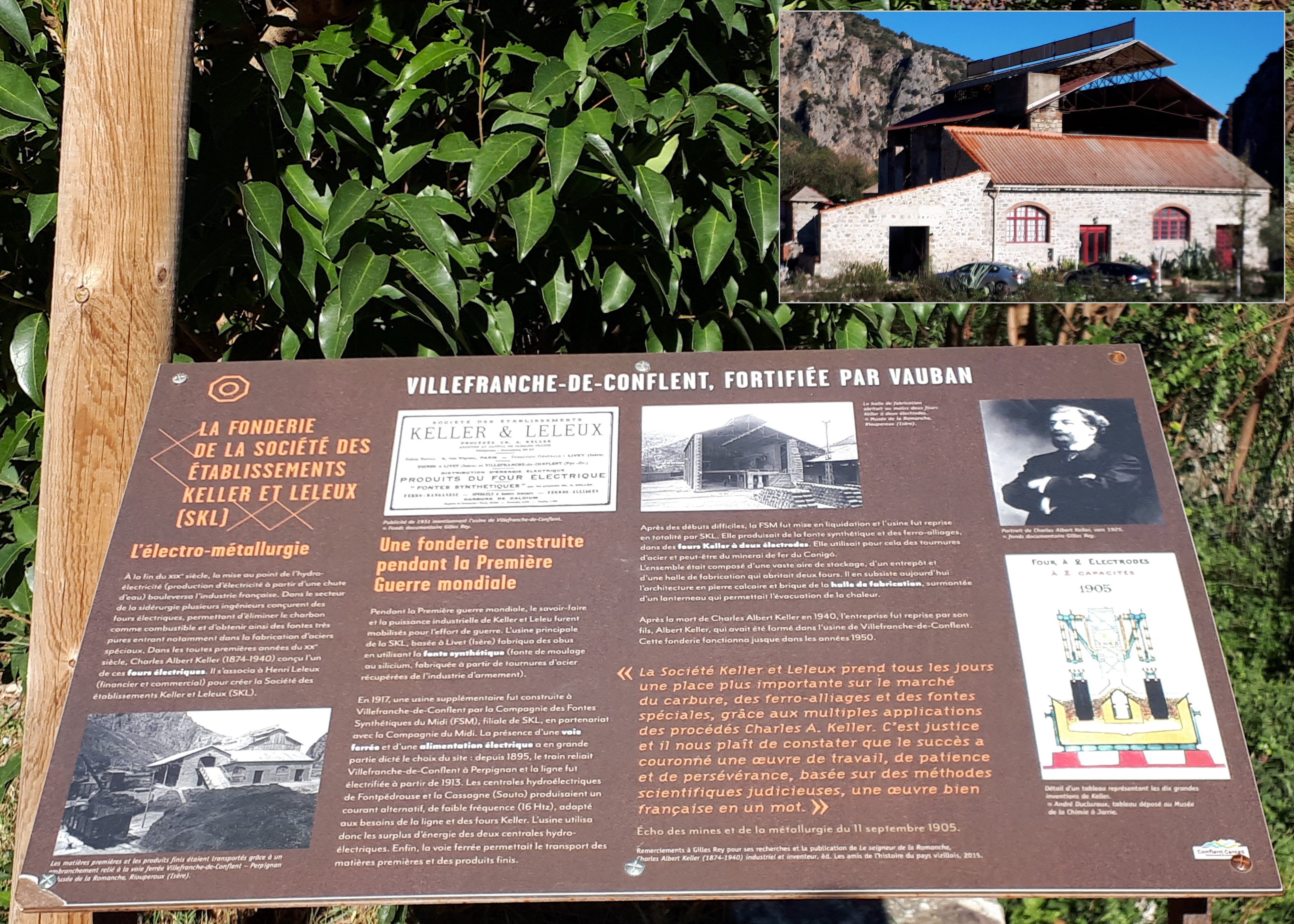
Pancarte explicative sur la fonderie électrique de Fuilla, quartier de la gare. En médaillon : le bâtiment de la fonderie aujourd'hui.

Au tournant du XXe siècle, les hauts fourneaux sont remplacés par une usine électrique, propriété de la Société Roussillonnaise d'Electricité. Ces deux activités se traduisent par un essor de la population, sensible dans les recensements de 1856-1861 et 1901.
En 1917 une usine avec des fours électriques fut construite à Villefranche-de-Conflent (sur le territoire de la commune de Fuilla). Cette fonderie fonctionna jusque dans les années 1950.

## Politique et administration

### Canton
En 1790, la commune de Fuilla est incluse dans le canton de Vernet. Ce canton est rapidement supprimé et la commune rejoint alors, vers 1793, le canton de Corneilla. Supprimé à son tour, Fuilla est rattachée en 1801 au canton de Prades, qu'elle ne quitte plus par la suite,. À compter des élections départementales de 2015, la commune de Fuilla rejoint le nouveau canton du Canigou.

### Liste des maires

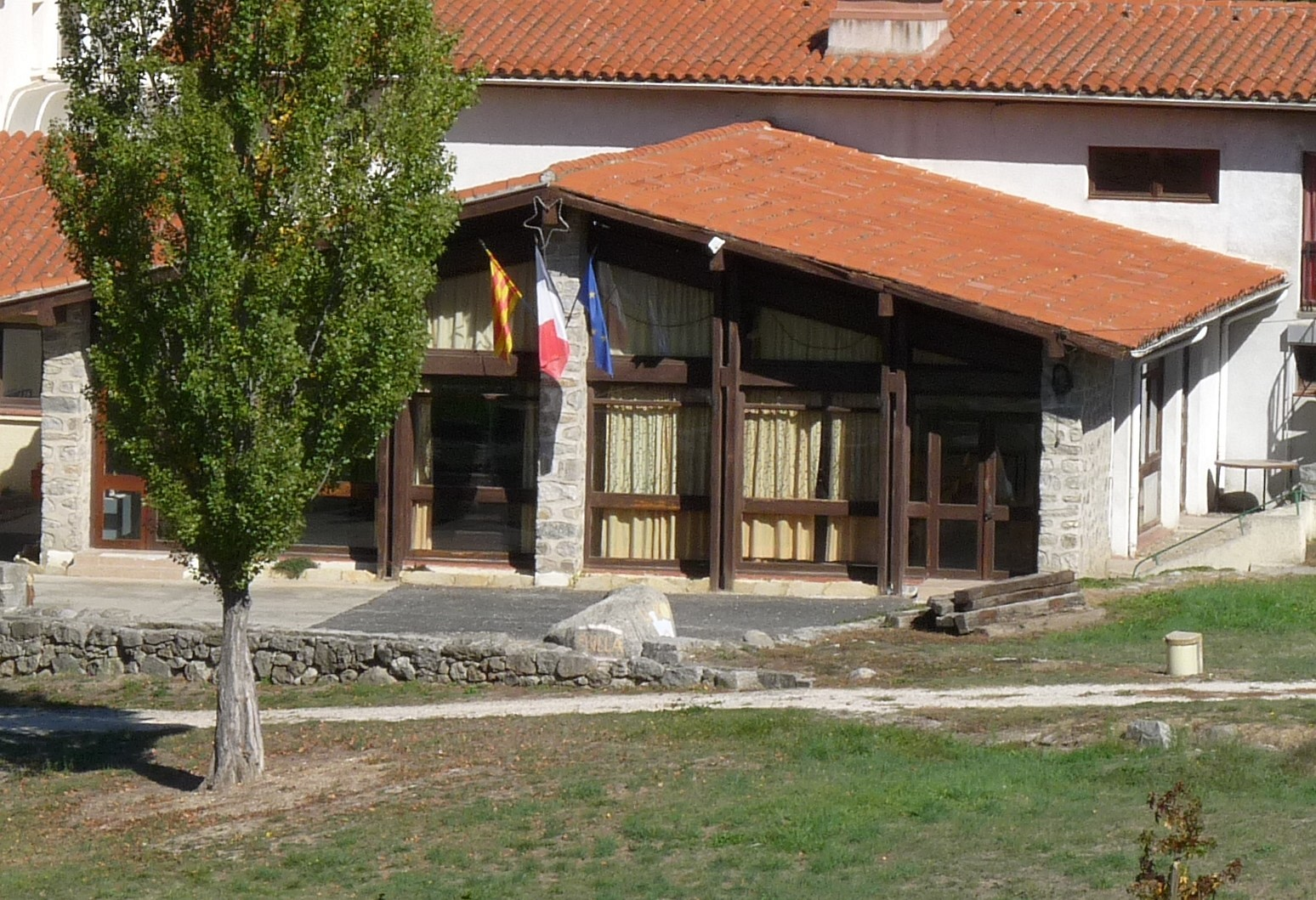
La nouvelle mairie, en 2013.

| Période                                  | Période    | Identité              | Étiquette | Qualité |
| ---------------------------------------- | ---------- | --------------------- | --------- | ------- |
| Les données manquantes sont à compléter. |            |                       |           |         |
| 1848                                     | 1851       | Mathieu Faucet        |           |         |
| 1851                                     | 1862       | François Romeu        |           |         |
| 1862                                     | 1866       | Mathieu Faucet        |           |         |
| 1866                                     | 1874       | Emmanuel Guinot       |           |         |
| 1874                                     | 1875       | Gaudérique Margail    |           |         |
| 1875                                     | 1888       | Sébastien Morer       |           |         |
| 1888                                     | 1892       | Paul Pacouil          |           |         |
| 1892                                     | 1913       | Antoine Guimenor      |           |         |
| 1913                                     | 1919       | Jean Gui              |           |         |
| 1919                                     | 1931       | Guillaume Lafont      |           |         |
| 1931                                     | 1943       | Joseph Faucet         |           |         |
| 1944                                     | 1953       | Pallade Pages         |           |         |
| 1953                                     | 1960       | Jean Gui              |           |         |
| 1960                                     | 1971       | Paul Cinte            |           |         |
| 1971                                     | 1983       | Georges Juncy         |           |         |
| 1983                                     | 1995       | Eugène Correger       |           |         |
| 1995                                     | 2004       | Jean-Marie Bertrand   |           |         |
| 2004                                     | mars 2014  | Gilberte Pideil       |           |         |
| mars 2014                                | mars 2020  | Pierre Bazely         |           |         |
| mars 2020                                | avril 2024 | Jean-François Laborde |           |         |
| juin 2024                                | En cours   | Régis Terrieu         |           |         |

## Population et société

### Démographie ancienne
La population  est exprimée en nombre de feux (f) ou d'habitants (H).
| 1355 | 1359 | 1365 | 1378 | 1470 | 1515 | 1553 | 1709 | 1720 |
| ---- | ---- | ---- | ---- | ---- | ---- | ---- | ---- | ---- |
| 33 f | 30 f | 33 f | 11 f | 11 f | 9 f  | 10 f | 20 f | 14 f |

| 1767  | 1774 | 1789 | - | - | - | - | - | - |
| ----- | ---- | ---- | - | - | - | - | - | - |
| 181 H | 51 f | 42 f | - | - | - | - | - | - |

### Démographie contemporaine
L'évolution du nombre d'habitants est connue à travers les recensements de la population effectués dans la commune depuis 1793. Pour les communes de moins de 10 000 habitants, une enquête de recensement portant sur toute la population est réalisée tous les cinq ans, les populations de référence des années intermédiaires étant quant à elles estimées par interpolation ou extrapolation. Pour la commune, le premier recensement exhaustif entrant dans le cadre du nouveau dispositif a été réalisé en 2008.

En 2022, la commune comptait 435 habitants, en évolution de −3,33 % par rapport à 2016 (Pyrénées-Orientales : +3,92 %, France hors Mayotte : +2,11 %).
| 1793 | 1800 | 1806 | 1821 | 1831 | 1836 | 1841 | 1846 | 1851 |
| ---- | ---- | ---- | ---- | ---- | ---- | ---- | ---- | ---- |
| 255  | 275  | 236  | 319  | 394  | 387  | 359  | 379  | 386  |

| 1856 | 1861 | 1866 | 1872 | 1876 | 1881 | 1886 | 1891 | 1896 |
| ---- | ---- | ---- | ---- | ---- | ---- | ---- | ---- | ---- |
| 395  | 380  | 375  | 352  | 355  | 361  | 370  | 350  | 357  |

| 1901 | 1906 | 1911 | 1921 | 1926 | 1931 | 1936 | 1946 | 1954 |
| ---- | ---- | ---- | ---- | ---- | ---- | ---- | ---- | ---- |
| 378  | 327  | 341  | 320  | 344  | 327  | 316  | 304  | 316  |

| 1962 | 1968 | 1975 | 1982 | 1990 | 1999 | 2006 | 2008 | 2013 |
| ---- | ---- | ---- | ---- | ---- | ---- | ---- | ---- | ---- |
| 273  | 266  | 233  | 254  | 297  | 329  | 360  | 369  | 453  |

| 2018 | 2022 | - | - | - | - | - | - | - |
| ---- | ---- | - | - | - | - | - | - | - |
| 447  | 435  | - | - | - | - | - | - | - |

| selon la population municipale des années : | 1968 | 1975 | 1982 | 1990 | 1999 | 2006 | 2009 | 2013 |
| Rang de la commune dans le département      | 110  | 125  | 121  | 119  | 119  | 120  | 118  | 111  |
| Nombre de communes du département           | 232  | 217  | 220  | 225  | 226  | 226  | 226  | 226  |

### Enseignement

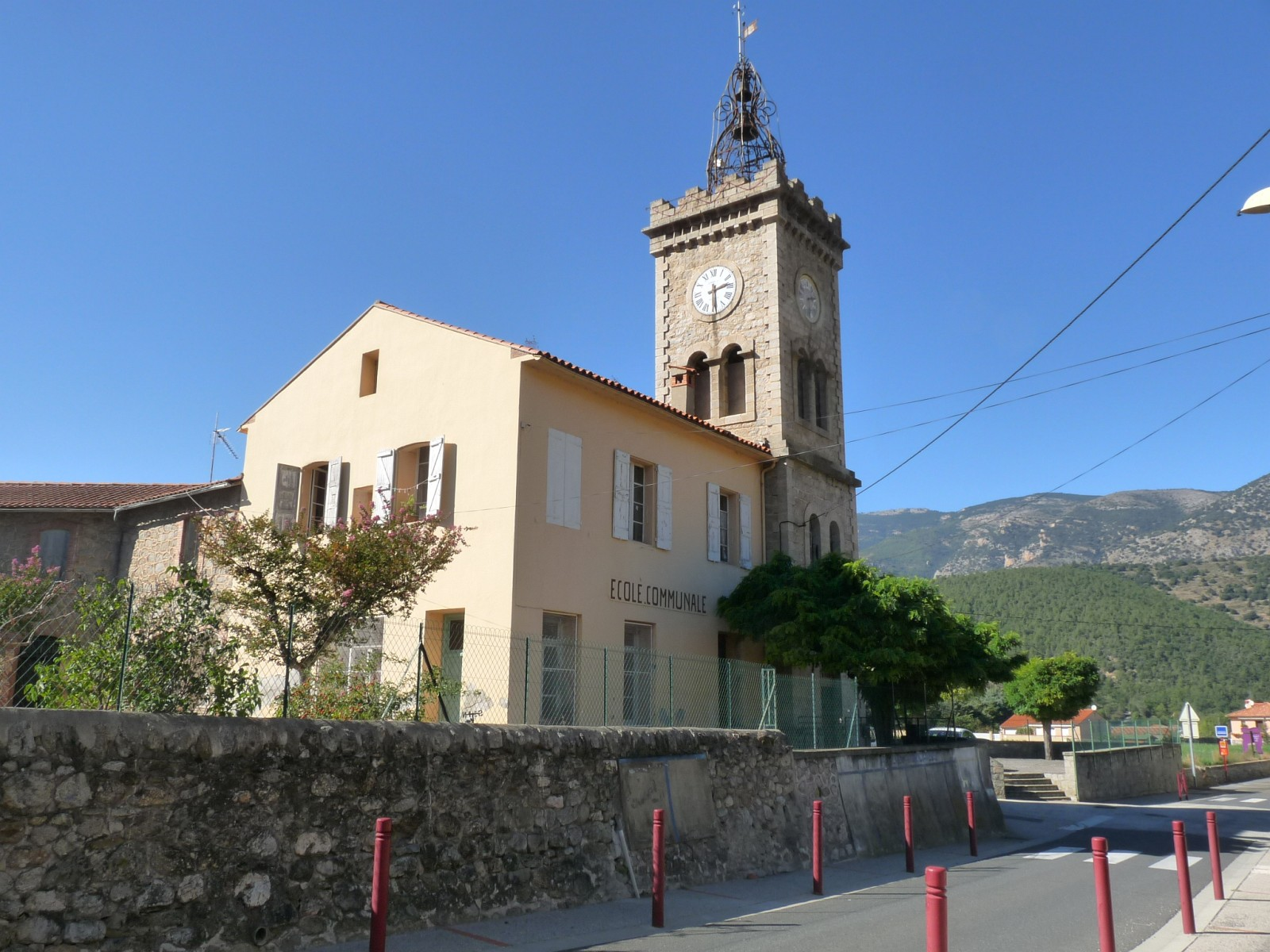
L'école, près de l'ancienne mairie.

Fuilla dispose d'une école primaire publique (maternelle et élémentaire, 21 élèves en 2013).

### Manifestations culturelles et festivités
- Fête patronale : 10 décembre[63] ;
- Foire : 1er dimanche de mai[63].
- Fête de la pomme : fin octobre, alternativement une année sur deux à Sahorre et Fuilla[64].

## Économie

### Revenus
En 2018, la commune compte 172 ménages fiscaux, regroupant 370 personnes. La médiane du revenu disponible par unité de consommation est de 18 460 € (19 350 € dans le département).

### Emploi
|                | 2008   | 2013   | 2018   |
| -------------- | ------ | ------ | ------ |
| Commune        | 6,8 %  | 10,6 % | 13,3 % |
| Département    | 10,3 % | 12,9 % | 13,3 % |
| France entière | 8,3 %  | 10 %   | 10 %   |

En 2018, la population âgée de 15 à 64 ans s'élève à 241 personnes, parmi lesquelles on compte 61 % d'actifs (47,7 % ayant un emploi et 13,3 % de chômeurs) et 39 % d'inactifs,. En  2018, le taux de chômage communal (au sens du recensement) des 15-64 ans est supérieur à celui du département et de la France, alors qu'en 2008 la situation était inverse.
La commune fait partie de la couronne de l'aire d'attraction de Prades, du fait qu'au moins 15 % des actifs travaillent dans le pôle,. Elle compte 57 emplois en 2018, contre 60 en 2013 et 63 en 2008. Le nombre d'actifs ayant un emploi résidant dans la commune est de 124, soit un indicateur de concentration d'emploi de 45,8 % et un taux d'activité parmi les 15 ans ou plus de 41,6 %.
Sur ces 124 actifs de 15 ans ou plus ayant un emploi, 36 travaillent dans la commune, soit 29 % des habitants. Pour se rendre au travail, 81,3 % des habitants utilisent un véhicule personnel ou de fonction à quatre roues, 4,1 % les transports en commun, 1,6 % s'y rendent en deux-roues, à vélo ou à pied et 13 % n'ont pas besoin de transport (travail au domicile).

### Activités hors agriculture

#### Secteurs d'activités
30 établissements sont implantés  à Fuilla au 31 décembre 2019.
Le secteur du commerce de gros et de détail, des transports, de l'hébergement et de la restauration est prépondérant sur la commune puisqu'il représente 30 % du nombre total d'établissements de la commune (9 sur les 30 entreprises implantées  à Fuilla), contre 30,5 % au niveau départemental.

### Agriculture
|               | 1988 | 2000 | 2010 | 2020 |
| ------------- | ---- | ---- | ---- | ---- |
| Exploitations | 44   | 21   | 11   | 7    |
| SAU (ha)      | 169  | 222  | 317  | 184  |

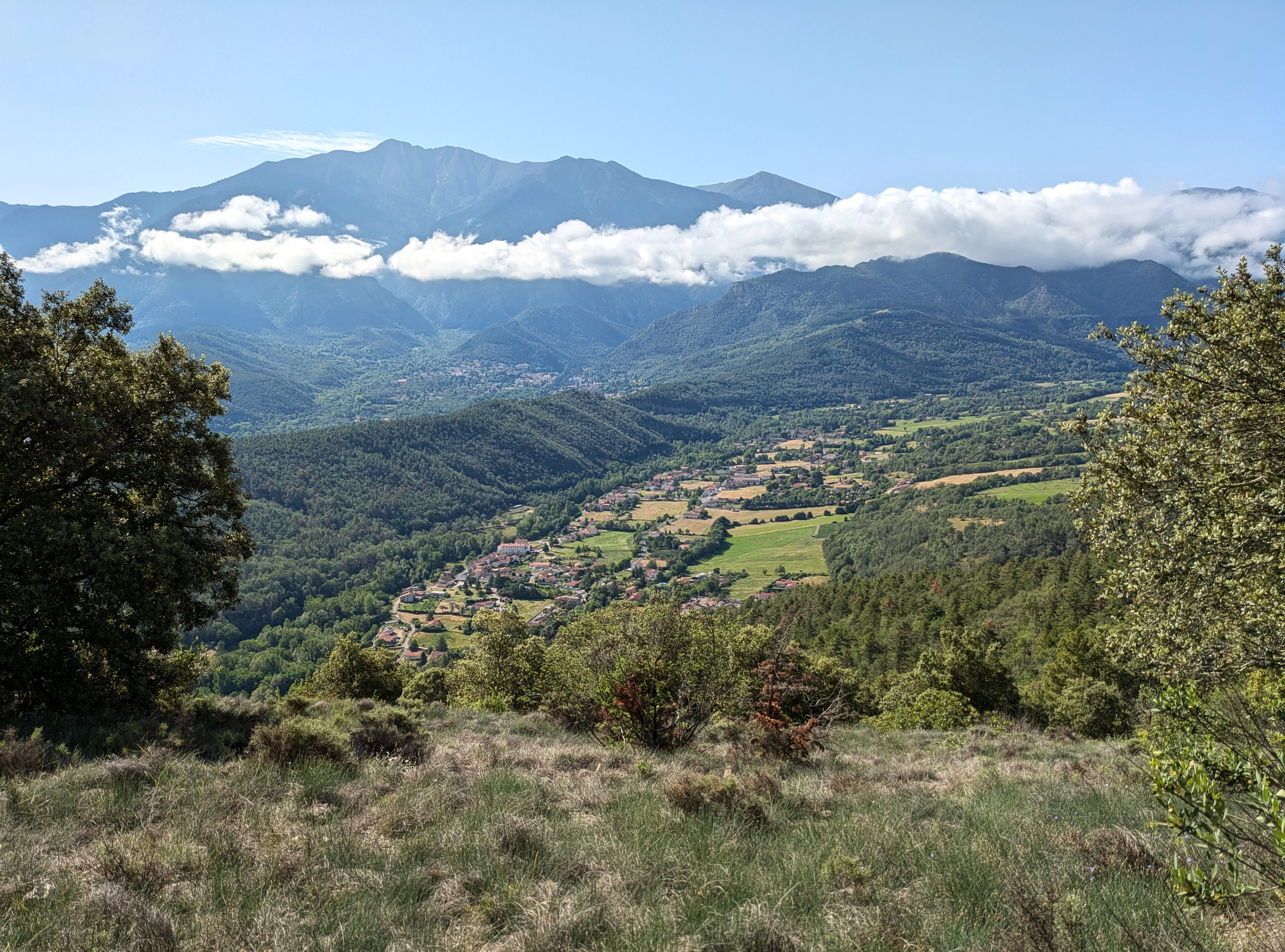
Fuilla, la vallée agricole de la Rotjà, et le pic du Canigou.

La commune est dans le Conflent, une petite région agricole occupant le centre-ouest du département des Pyrénées-Orientales. En 2020, l'orientation technico-économique de l'agriculture  sur la commune est la polyculture et/ou le polyélevage. Sept exploitations agricoles ayant leur siège dans la commune sont dénombrées lors du recensement agricole de 2020 (44 en 1988). La superficie agricole utilisée est de 184 ha,,.

## Culture locale et patrimoine

### Monuments et lieux touristiques
- L'église paroissiale Sainte-Eulalie, située à Fulla d'Avall, typique du premier art roman, consacrée en 1031. Basilique à trois nefs, voûtée en berceau, décor architectural de lésènes et arcatures lombardes.
- L'église Saint-Jean-Baptiste, chapelle romane, située à Fulla d'Amunt.
- L'église Saint-Clément de la Serra est une chapelle romane ruinée, située près de Fulla del Mig.
- L'église Notre-Dame-de-Vie, anciennement chapelle Saint-Pierre de la Roca[68].
- L'église Saint-Barthélémy de La Bulella. Dédiée à saint Barthélémy.
- Dolmen du Pla d'Arques I.
- Dolmen du Pla d'Arques II.
- Dolmen de la Serra de Santa Eulàlia I.
- Dolmen de la Serra de Santa Eulàlia II.

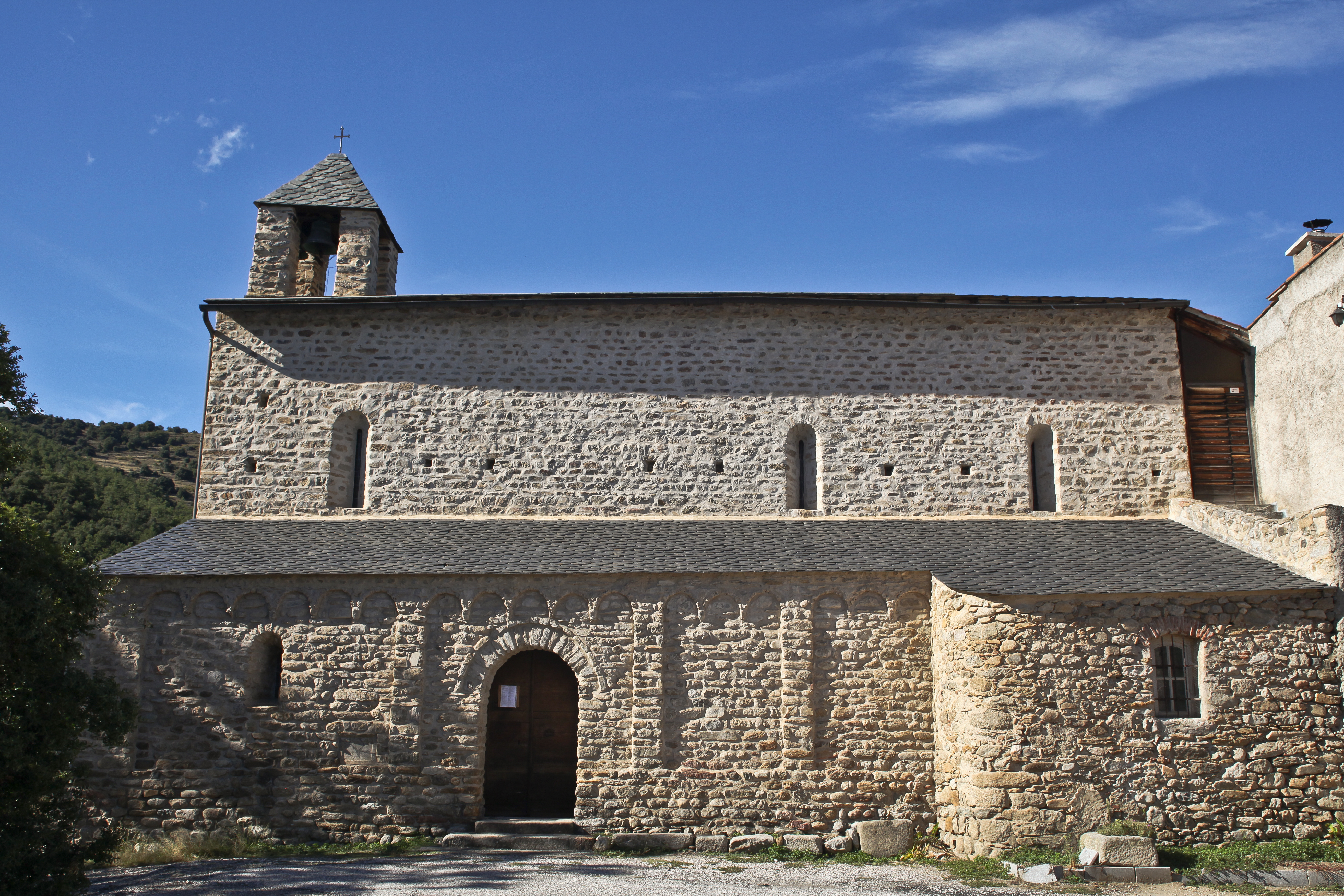
Église Sainte-Eulalie.
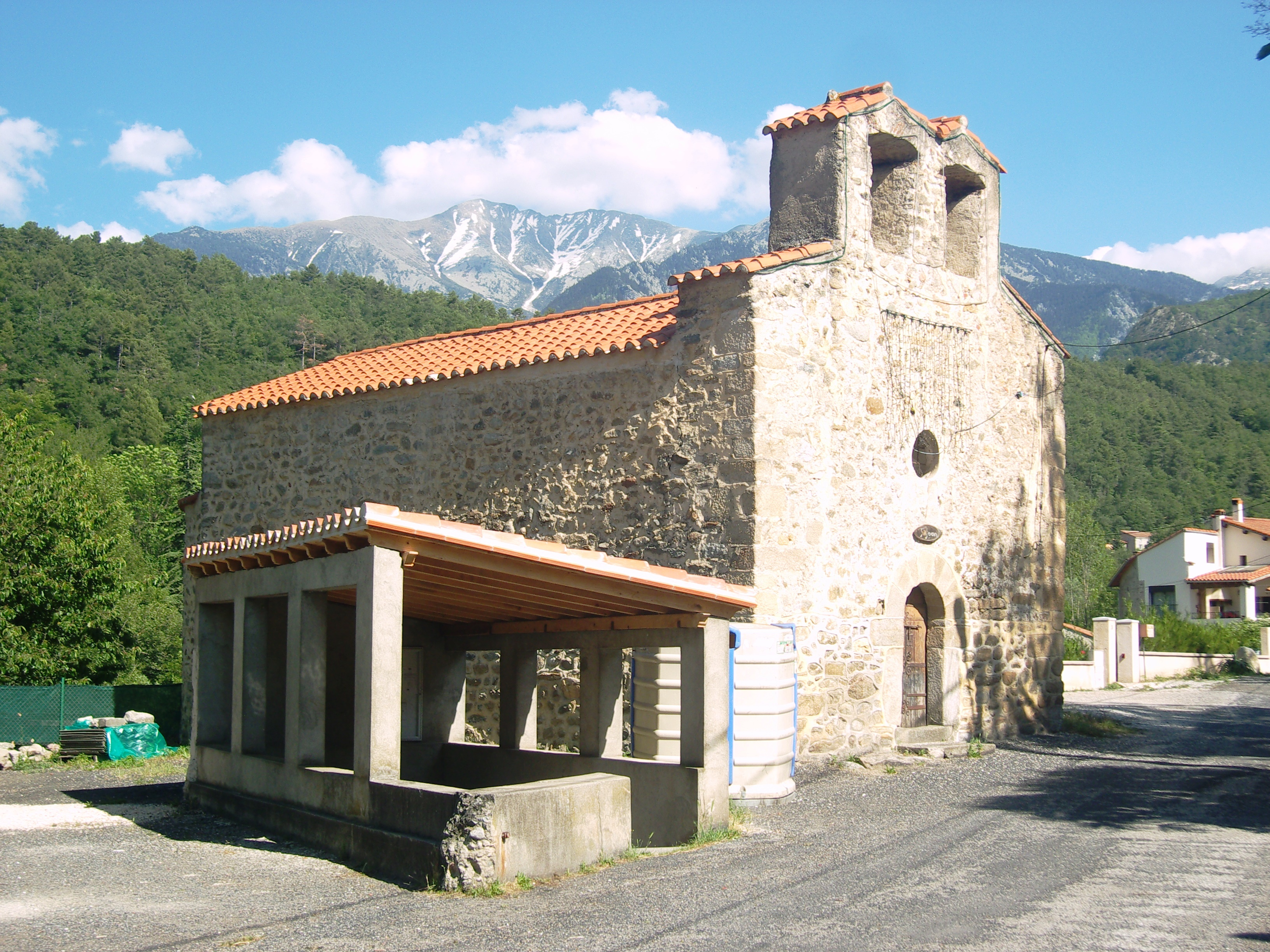
Église Saint-Jean.
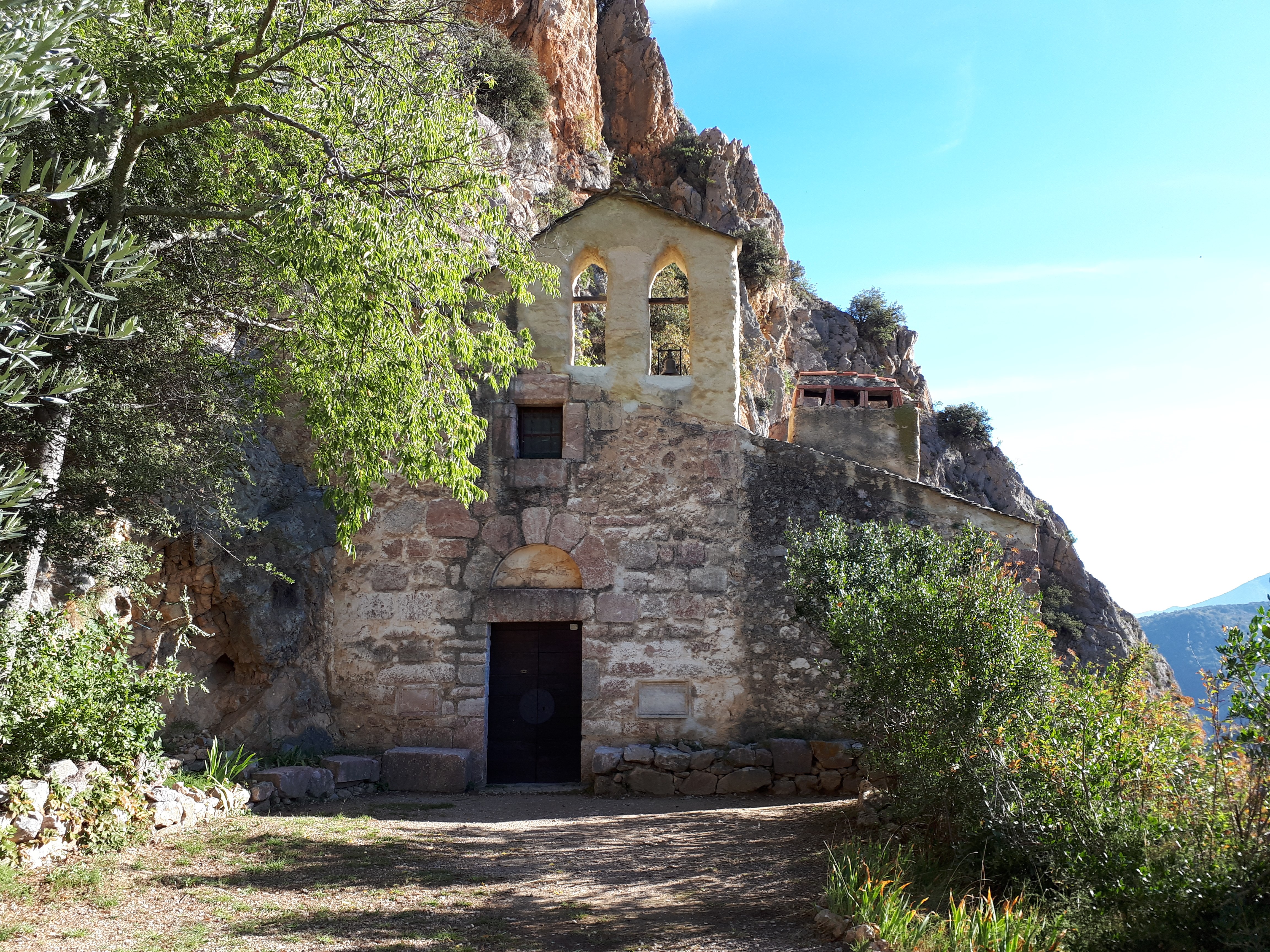
Notre-Dame-de-Vie.
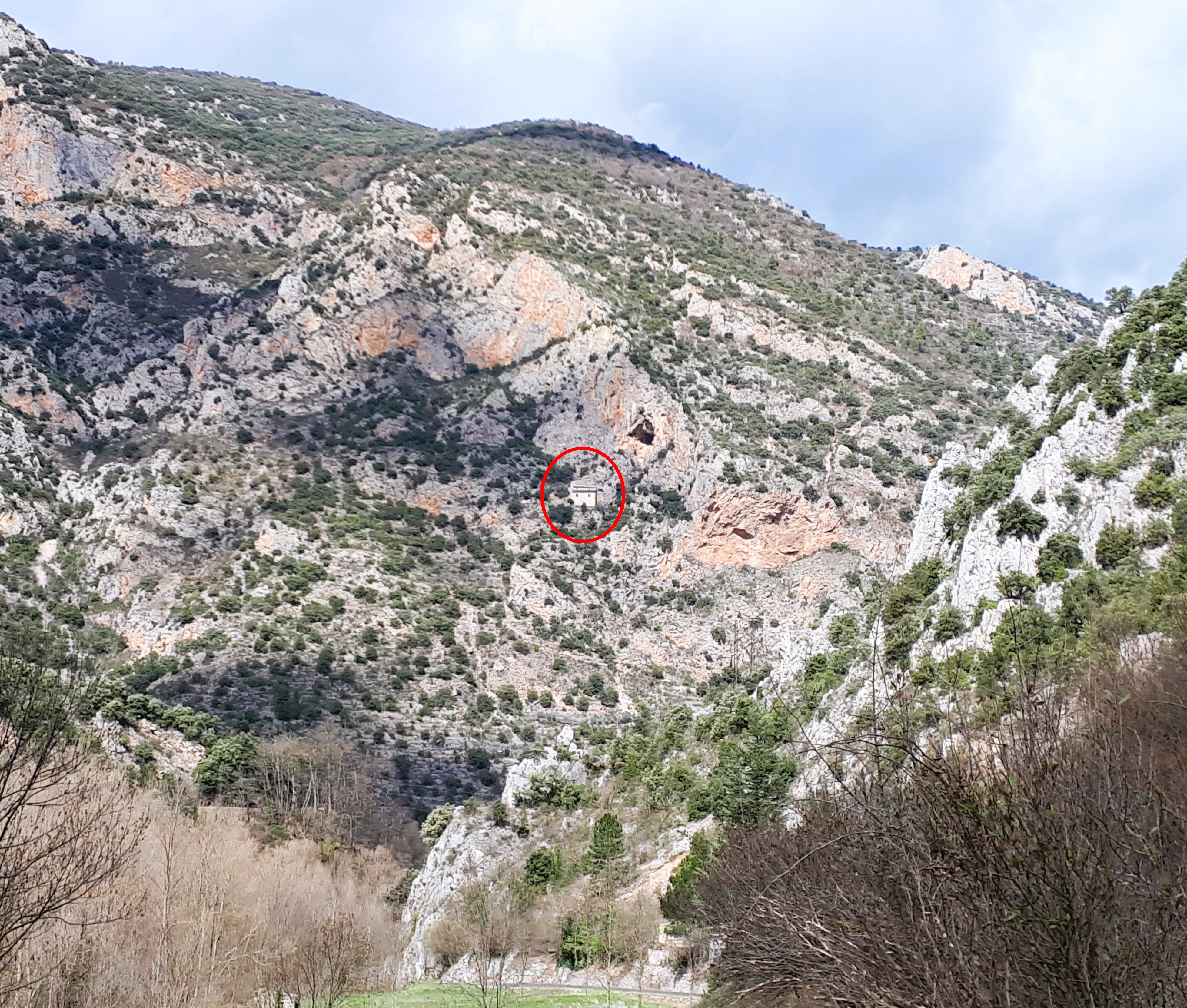
Situation de Notre-Dame-de-Vie. Vue vers le nord depuis les gorges de Fuilla dans la vallée de la Rotja. Au-dessus de la chapelle : la grotte naturelle, la "Cova de Sainte-Madeleine"[69].

### Personnalités liées à la commune
L'ancien international de rugby Jean-François Imbernon est originaire de Fuilla.

### Héraldique
| Blason de Fuilla | Blason  | De gueules à la feuille renversée d’argent.      |
| Blason de Fuilla | Détails | Le statut officiel du blason reste à déterminer. |